# Las Animas (ort)
Las Animas är en ort i Chile.   Den ligger i regionen Región de Los Ríos, i den södra delen av landet, 700 km söder om huvudstaden Santiago de Chile. Las Animas ligger 10 meter över havet och antalet invånare är 30 000.
Terrängen runt Las Animas är kuperad åt nordost, men åt sydväst är den platt. Runt Las Animas är det glesbefolkat, med 10 invånare per kvadratkilometer.. Närmaste större samhälle är Valdivia, 2,4 km väster om Las Animas. 
I omgivningarna runt Las Animas växer i huvudsak städsegrön lövskog.